# Hermine Bretagne
L' Hermine Bretagne est un ancien dragueur ostréicole construit en 1972. Il sert désormais de navire de recherche scientifique. C'est le seul navire à usage professionnel destiné à la recherche archéologique sous-marine. Son immatriculation est : BR 156281 (quartier maritime de Brest).

## ADRAMAR
L’ Association pour le Développement et la Recherche en Archéologie Maritime est une association française régie par la loi de 1901. Elle a été créée le 2 avril 1993 par Elisabeth Veyrat et Michel L'Hour, archéologues et ingénieurs au DRASSM, dans le but de développer la recherche en archéologie maritime en France comme à l’étranger.
Les nouveaux locaux de l’association Adramar sont depuis 2013 situés à Saint-Malo, Hangar à tabac, à la Chaussée des Corsaires. Au rez-de-chaussée se trouve un open space accueillant les cinq bureaux de l’équipe permanente, le centre de documentation et une salle de 63 m2 permettant d’accueillir les ateliers ArchéoMer, des expositions ou des réunions.
L' Hermine Bretagne a été racheté en 2000 par l'Adramar et approuvé en qualité de navire de charge spéciale en 2001, pour des missions d'archéologie maritime. Il a bénéficié d'une refonte entre 2002 et 2006 pour recevoir l'équipement adéquat.
Il est ainsi équipé de : 
- une centrale hydraulique thermique,
- une grue et un cabestan hydraulique, un guindeau électrique,
- un groupe moto-pompe, 6 suceuses,
- un compresseur haute pression,
- 20 équipements de plongée,
- 2 pneumatiques d'assistance,
- 1 sonar, 1 sondeur GPS,